# Nemoleon iolanthe
Nemoleon iolanthe är en insektsart som först beskrevs av Banks 1911.  Nemoleon iolanthe ingår i släktet Nemoleon och familjen myrlejonsländor. Inga underarter finns listade i Catalogue of Life.